# Эртофта (замок)
Эртофта (швед. Örtofta slott) — замок в приходе Эртофта, на окраине одноимённого поселения в муниципалитете Эслёв в лене Сконе, Швеция. В конце XV века были возведены первые кирпичные постройки, ставшие основой старой части нынешнего сооружения. За долгие столетия замок неоднократно перестраивался.

## История

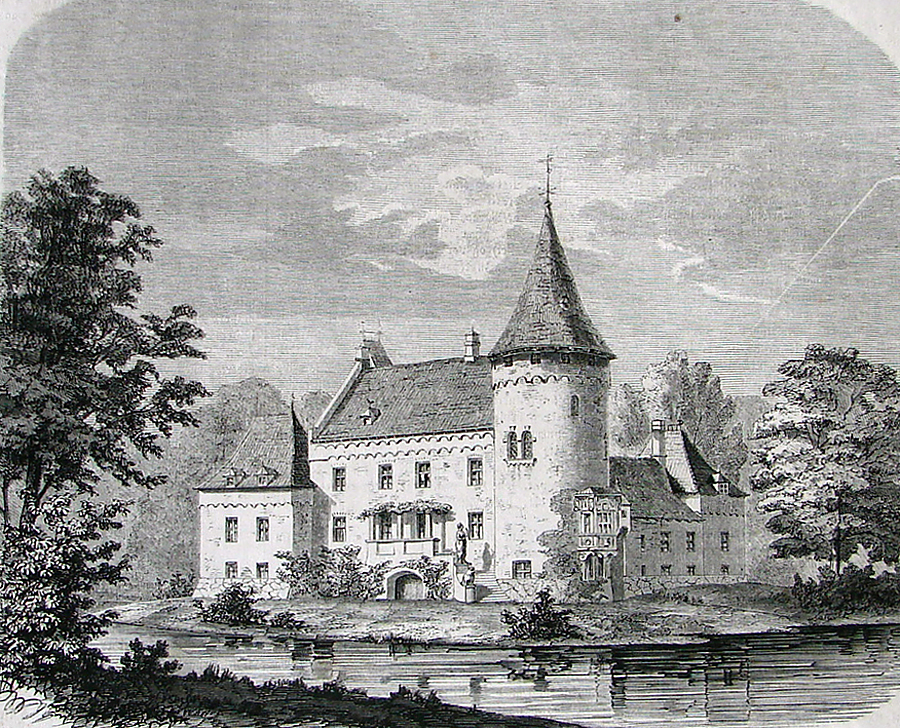
Рисунок замка Эртофта, сделанный в 1860 году

Усадьба Эртофта впервые упоминается в документах ещё в 1346 году. В XIV веке эти земли принадлежали семье Хас и путём брачного союза перешли во владение члена датского государственного совета Тённе Парсберга. В последующие годы имение не раз меняло собственников. Среди владельцев были затем семьи Линденов, Билле, Брок, Браге и Люкке. К концу XV века здесь появился каменный замок.
В 1632 году земли Эртофта купил окружной судья земли Сконе, Хенрик Рамель из Беккаскуга. До этого времени у замка Эртофта была уникальная юрисдикция с особыми привилегиями, единственными в своём роде в Сконе.
Затем владельцем имения оказался Кристиан Барнеков, собственник замка Виттшёвле, вице-президент Апелляционного суда Гёталанда. Семья Барнеков владела замком Эртофта до 1785 года, пока он не перешёл в качестве приданого в собственность гофмаршала Карла Филиппа Сака. Новый владелец провёл реконструкцию замка и превратил в респектабельную резиденцию.
После смерти вдовы Сака поместье выкупил в 1809 году граф Юхан Хенрик Дюккер. Его внук, граф Хенрик Дюккер, перестроил замок в 1857-1861 годах. Он не оставил потомства и завещал Эртофту барону Якобу Беннету.
В XX веке замок и окружающий парк стали собственностью ветеринара Петера Мелиндера, при этом сельскохозяйственные угодья Эртофты до сих пор остаются во владении семьи Беннет.

## Галерея

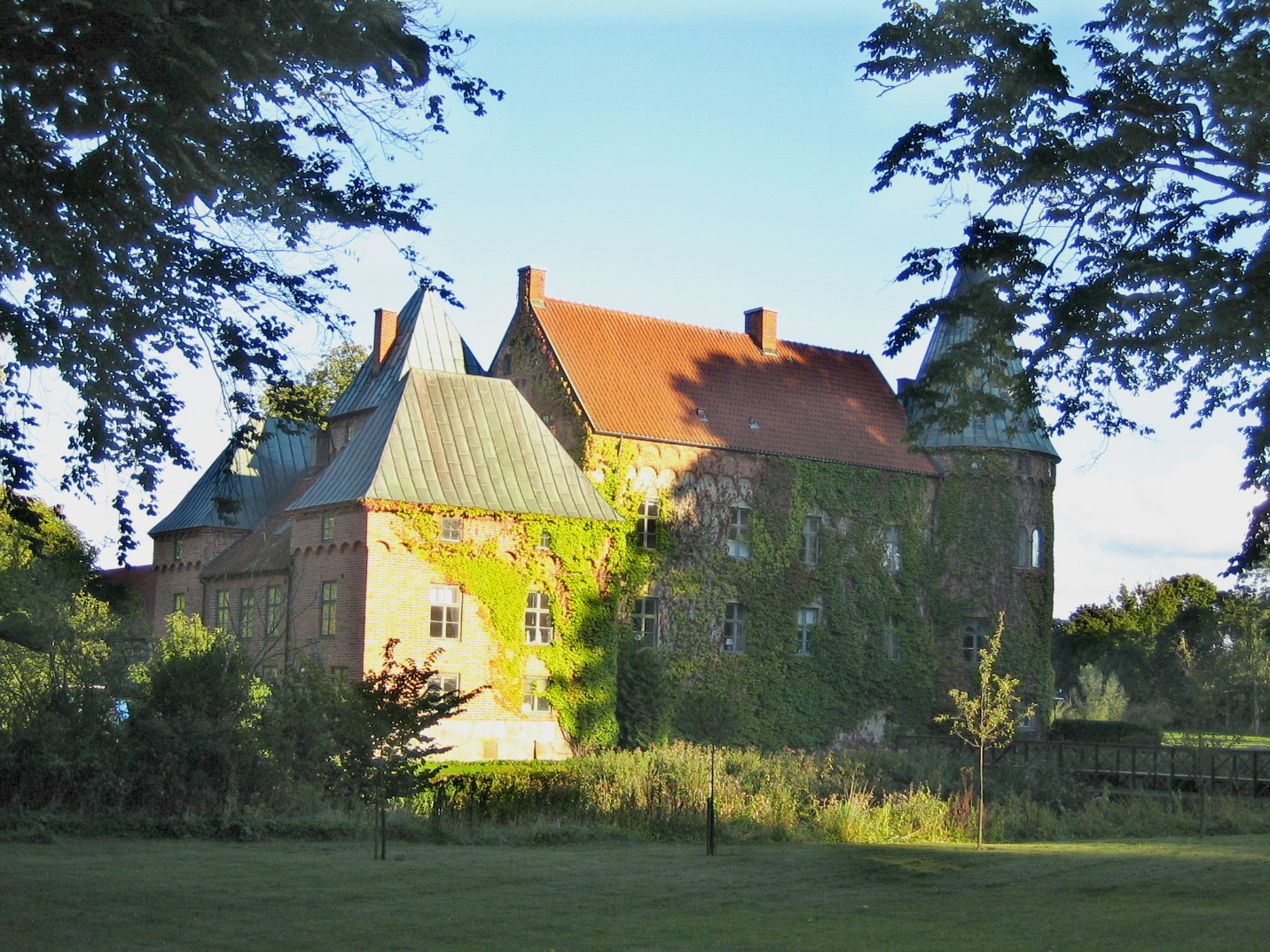
Вид замка в летние месяцы
Замок на рисунке 1850 года
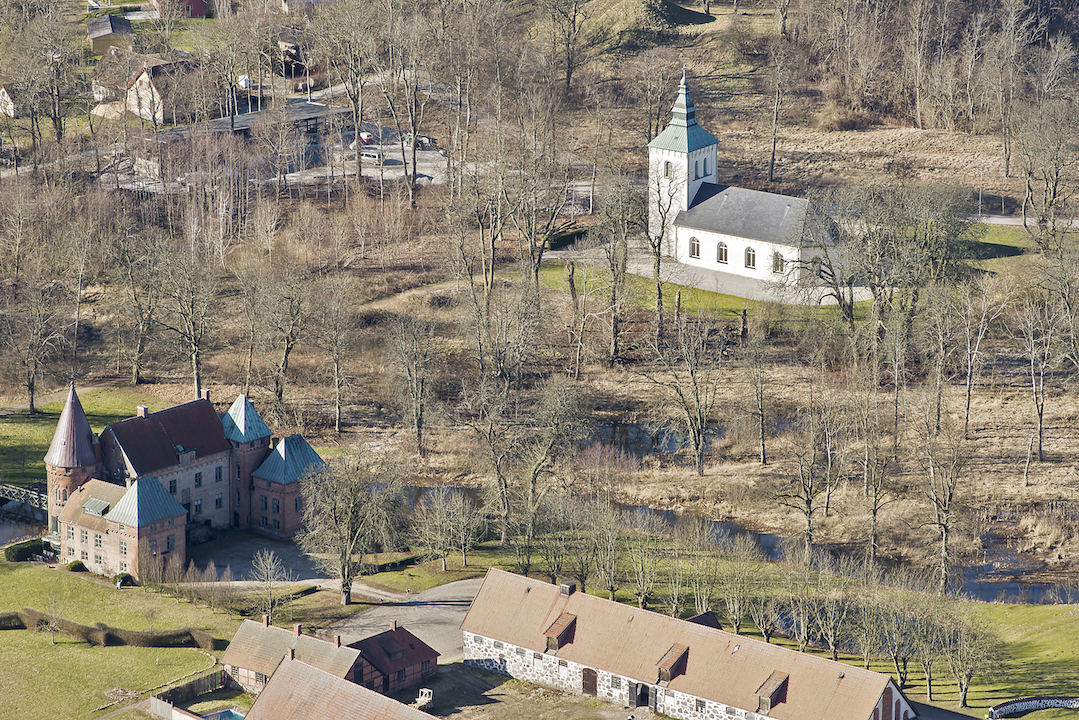
Вид замка с высоты птичьего полёта